# CEACAM3
CEACAM3 (англ. Carcinoembryonic antigen-related cell adhesion molecule 3; CD66d) — гликопротеин семейства раково-эмбриональных антигенов (CEA), продукт гена человека CEACAM3.

## Функции
Белок является основным рецептором гранулоцитов, который опосредует эффективный опсонин-независимый фагоцитоз CEACAM-связывающих микроорганизмов, включая Neissiria, Moxarella и виды Haemophilus. Таким образом, CEACAM3 играет важную роль в клиренсе патогенов во врождённой иммунной системе. Отвечает за стимуляцию RAC1 в процессе фагоцитоза патогенов.

## Тканевая локализация
CEACAM3 экспрессирован исключительно на гранулоцитах и используется как маркёр этих клеток.

## Взаимодействия
CEACAM3 взаимодействует с S100A9 белкового комплекса кальпротектина. Взаимодействие — Ca2+-зависимое, но не зависит от фосфорилирования CEACAM3.